# 布朗面

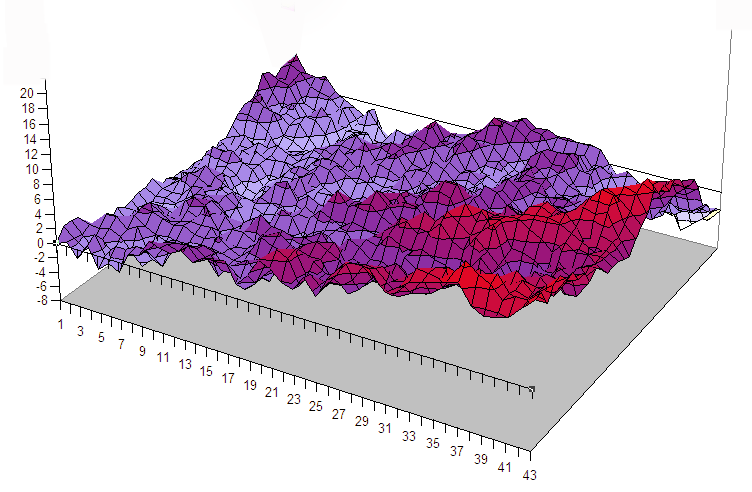
三维布朗面的一种实现

布朗面是分形高程函数形成的分形面。
布朗面得名于布朗运动。

## 示例
以三维情形为例，给出两个变量X、Y为坐标，任意两点(x1, y1)、(x2, y2)之间的高程函数可置为具有随(x1, y1)、(x2, y2)的向量距离增加而增加的平均值或期望值。不过，定义高程函数的方法有很多。例如，可以使用分数布朗运动变量，也可以使用各种旋转函数来获得看起来更自然的曲面。

## 分数布朗面的生成

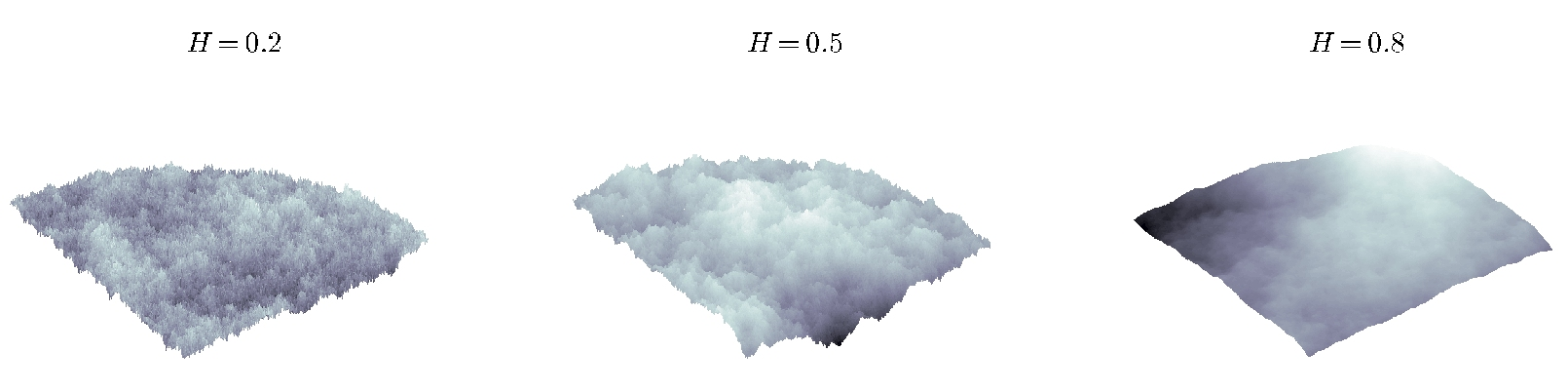
不同赫斯特参数值下的分数布朗面。参数越大，曲面越平滑。

高效地生成分数布朗面是一项重大挑战。由于布朗面代表了具有非稳协方差函数的高斯过程，可以用科列斯基分解法。更有效的是Stein法，使用循环嵌入法生成辅助的稳态高斯过程，然后调整之，以得到所需的非稳态过程。下图显示了粗糙度或赫斯特指数不同时，3种典型实现的分数布朗面。赫斯特参数始终介于0和1之间，越接近1表面越光滑。这些曲面是用Stein法的Matlab实现 （页面存档备份，存于）的。